# نامحرم (فیلم)
نامحرم فیلمی به کارگردانی عزیزاله بهادری و نویسندگی سعید مطلبی محصول سال ۱۳۵۲ است.

## خلاصه داستان
حبیب (ایرج قادری) و دوستش غضنفر (مرتضی عقیلی) در کارگاه شن کشی خان نایب کار می‌کنند.

## بازیگران
- ایرج قادری
- ملوسک
- مرتضی عقیلی
- جلال پیشواییان
- پریسا
- یوسف رجبی
- گیتی فروهر
- حسین شهاب
- علی اکبر مهدوی فر
- رضا حاجیان
- بهمن مفید